# Amfibol

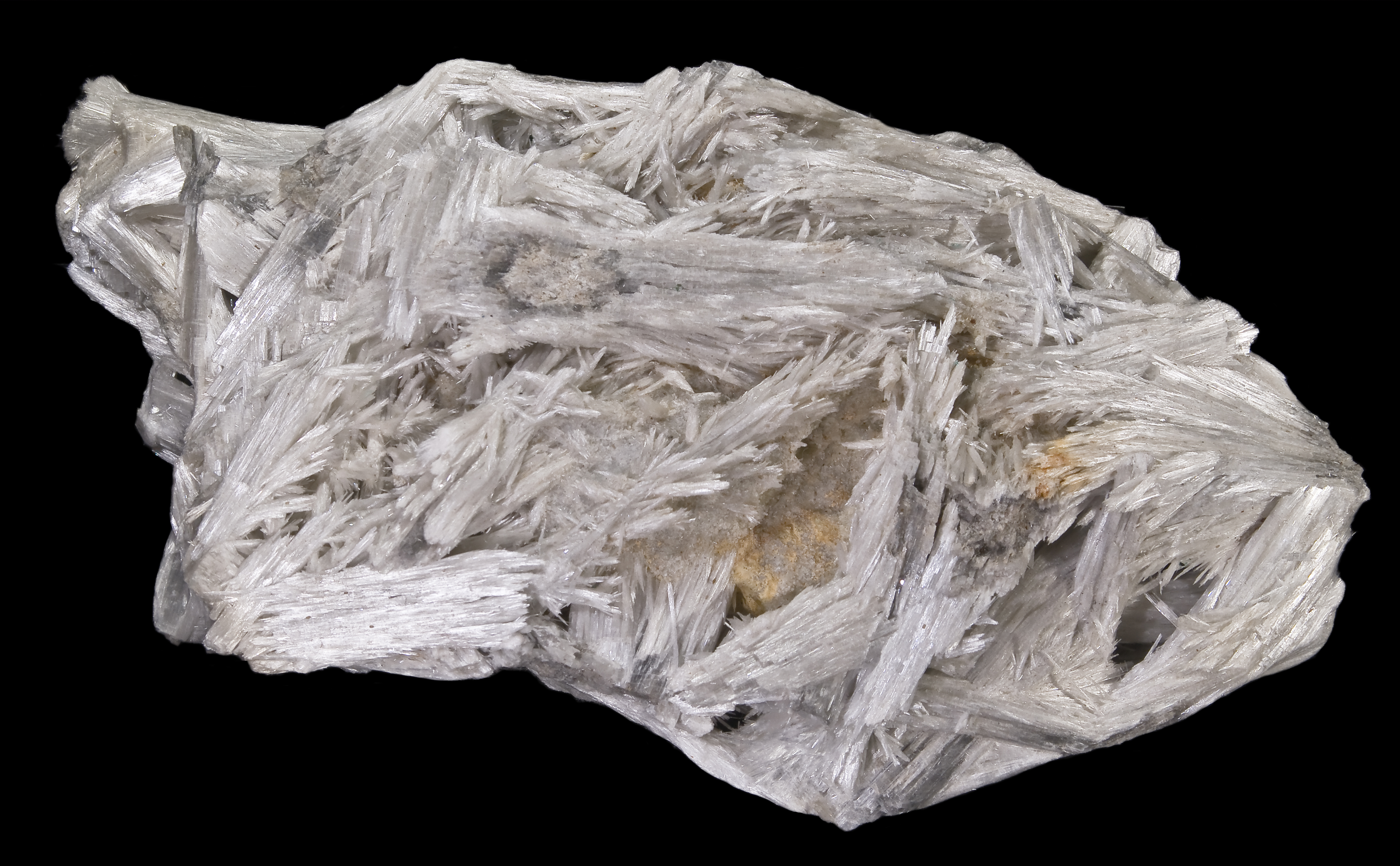
Tremolitkristaller från Campolungo, Schweiz.

Amfiboler är en stor grupp bergartsbildande silikatmineral. Amfibol utgör huvudbeståndsdelen i amfibolit. Egenskaperna hos dessa mineral kan variera kraftigt, till exempel varierar den relativa densiteten från 2,9 i tremolit till 3,8 i enigmatit.
Egenskaperna och den kemiska sammansättningen gör amfiboler mycket lika pyroxener och båda mineralgrupperna  är inosilikater. Amfiboler består av dubbla kedjor av SiO4-tetraedrar länkade i hörnen medan pyroxener består av enkla kedjor. Amfiboler delas upp i tre serier avseende kristallstruktur. Till skillnad från pyroxener innehåller amfiboler ofta hydroxidjoner (OH-). 

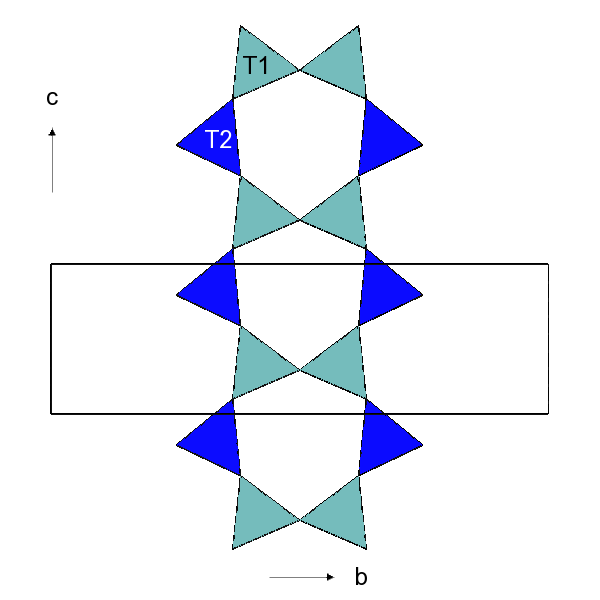
Principbild av dubbelkedja i amfiboler

Amfibolens spaltytor bildar en vinkel på 124° medan pyroxener har 87°. Amfiboler har starkare pleokroism.
Amfiboler kan vara både primära eller sekundära mineral. Som primärt mineral förekommer det som hornblände i magmatiska bergarter som exempelvis i granit, diorit eller andesit. Som sekundärt mineral har amfibol antingen utvecklats i kalksten genom kontaktmetamorfos (tremolit) eller genom omvandling av andra ferromagnesiummineral (till exempel augit) genom dynamometamorfos (aktinolit). När amfiboler har yttre form efter omvandlad (så kallad pseudomorf) augit (en pyroxen)  kallas de uralit.
Namnet kommer av grekiskans amfibolos, "tvetydig" och introducerades av René Just Haüy (1743–1822).

## Amfibolgrupper
Ortorombiska serien 

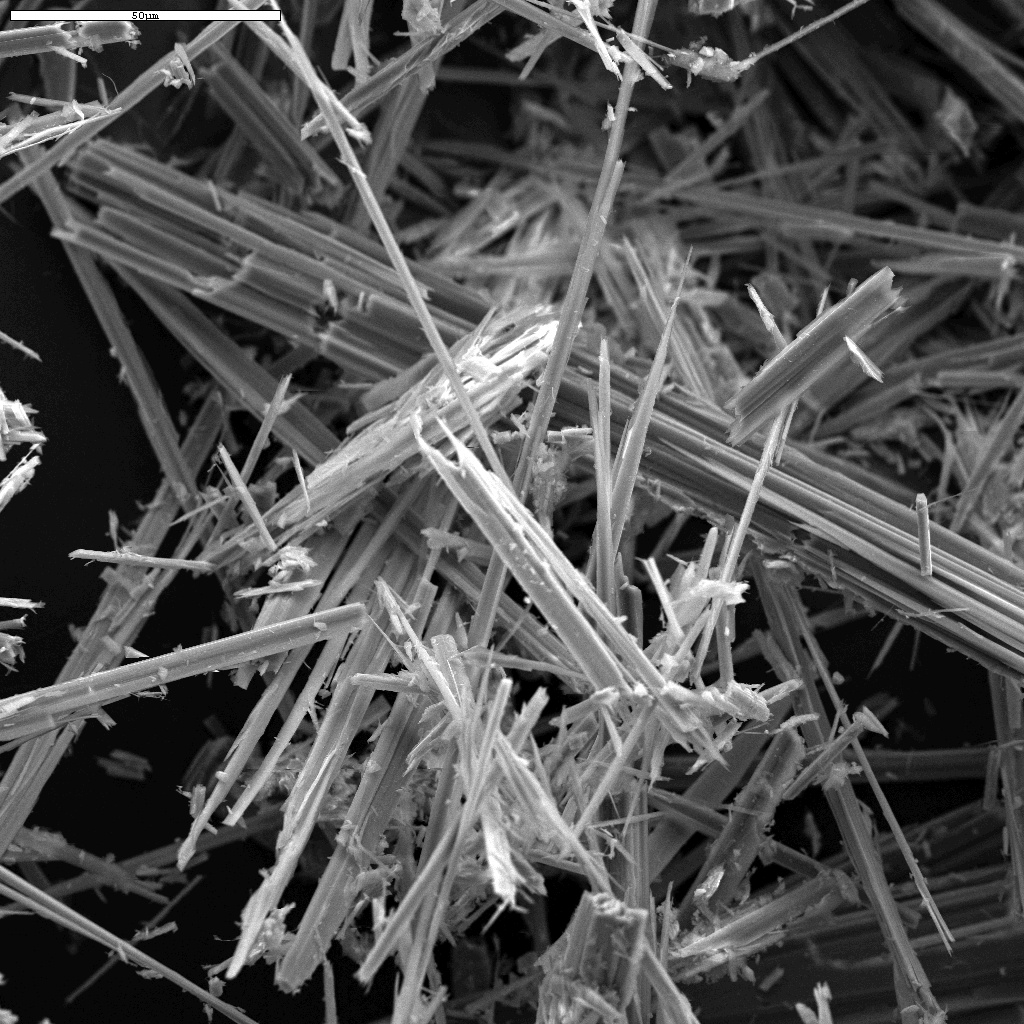
Antofyllitasbest sett genom ett elektronmikroskop.

- Antofyllit (Mg,Fe)7Si8O22(OH)2 förekommer som brun, fibrös massa tillsammans med hornblände i glimmerkiffer i bland annat Kongsberg i Norge. En variant rik på aluminium kallas gedrit.

 Monklina serien 
- Tremolit Ca2Mg5Si8O22(OH)2
- Aktinolit (strålsten) Ca2(Mg,Fe)5Si8O22(OH)2 är en av de vanligaste medlemmarna i den monoklina serien. Aktinolit bildar radierande grupper av spetsiga kristaller med grön till grön-gul färg. Aktinolit är vanlig i grönsten. Namnet kommer av grekiskans aktis', "stråle" och lithos, "sten" och är en översättning från tyska.
- Cummingtonit Fe2Mg5Si8O22(OH)2
- Grünerit Fe7Si8O22(OH)2

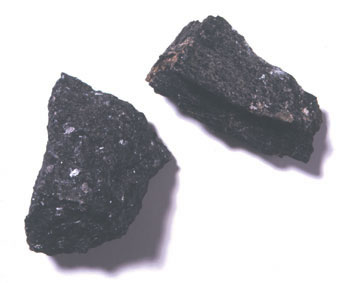
Hornblände

- Hornblände Ca2(Mg,Fe,Al)5(Al,Si)8O22(OH)2 en viktig beståndsdel i många magmatiska bergarter och också i amfiboliter som bildas genom metamorfism av basalt.

- Glaukofan Na2(Mg,Fe)3Al2Si8O22(OH)2 bildar tillsammans med riebeckit, arfvedsonit och krokodilit en speciell grupp av alkaliamfiboler. Glaukofan förekommer i blåskiffer.
- Riebeckit Na2Fe2+3Fe3+2Si8O22(OH)2 mörkgrön, primärt mineral i magmatiska bergarter rika på natrium (nefelin-syenit och fonolit).
- Arfvedsonit Na3Fe2+4Fe3+Si8O22(OH)2 som ovan.
- Krokidolit (blå asbest) NaFe2+3Fe3+2Si8O22(OH)2 förekommer i järnstensformationer och är liksom glaukofan resultatet av dynamometamorfa processer.
- Richterit Na2Ca(Mg,Fe)5Si8O22(OH)2
- Pargasit NaCa2Mg3Fe2+Si6Al3O22(OH)2 är en hårt, kompakt, sällsynt och magnesiumrik amfibol som förekommer i ultramafiska bergarter. Pargasit bildas bara på mycket stort djup i jordmanteln och ingåri bergartsgrupper som kimberit, lamproit och lamprofyr. Färgen är svart med röd-brun pleokroism.

 Triklina serien 
- Enigmatit Na2Fe2+5TiSi6O20 liksom varianten cossyrit ett sällsynt mineral som ingår i de magmatiska bergarterna i nefelin-syenit- och fonolit-grupperna.